# Oswald Miedl

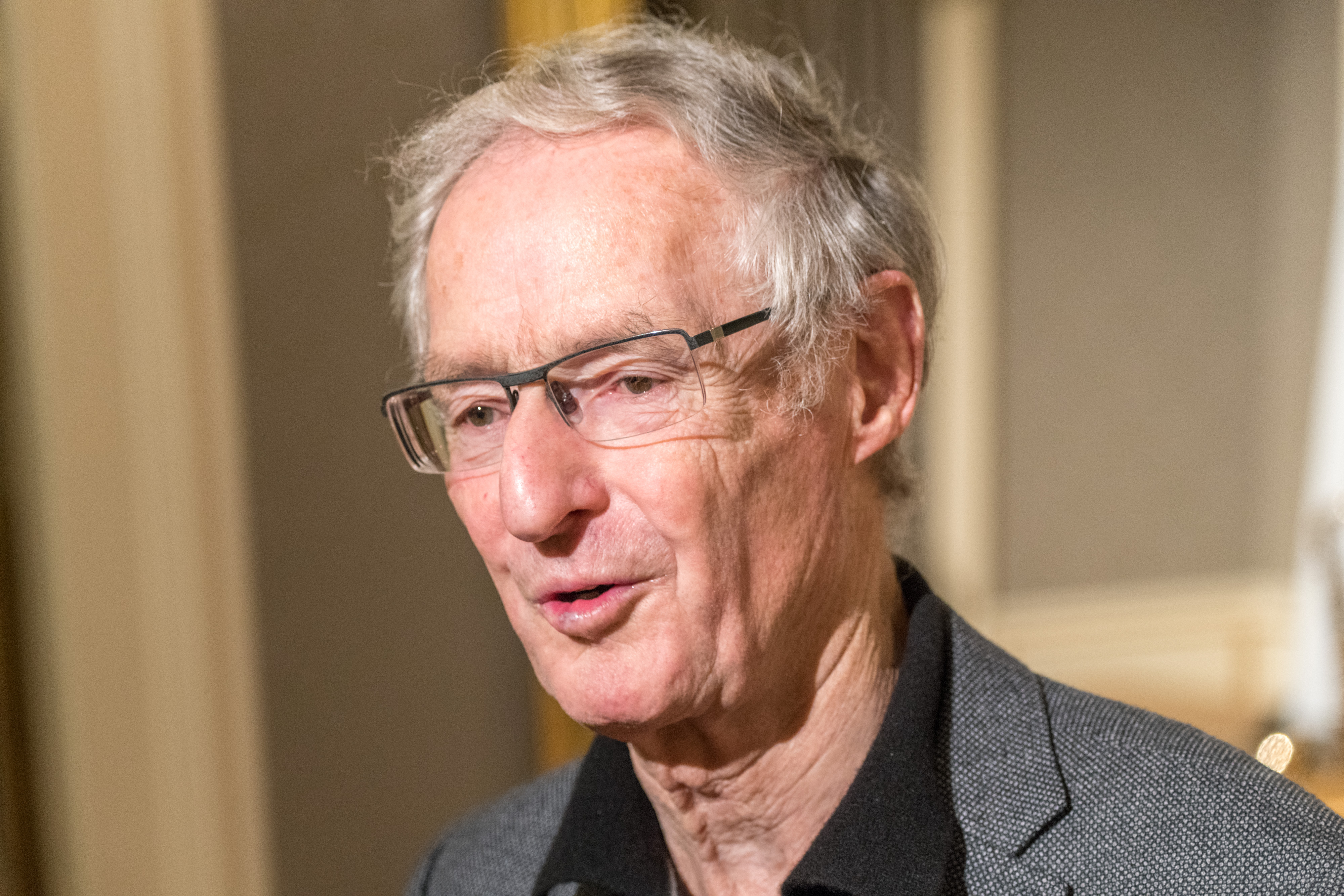
Oswald Miedl (2019)

Oswald Miedl (* 18. April 1940 in Ried in der Riedmark) ist ein österreichischer Maler und Kunstpädagoge.

## Leben und Wirken
Miedl studierte ab 1959 an der Akademie der bildenden Künste Wien und an der Universität Wien. Er schloss 1964 mit dem Mag. art und 1965 mit dem Diplom als akademischer Maler ab. Von 1964 bis 1991 lehrte er als Kunsterzieher am Stiftsgymnasium Wilhering, an der Pädagogischen Hochschule der Diözese Linz und an der Akademie der bildenden Künste Wien. Von 1991 bis 2005 war er Ordinarius für Kunsterziehung an der Universität Passau.
Seine seit 1973 ausgeübte künstlerische Tätigkeit umfasste ausschließlich Schwarz-Weiß Zeichnungen mit Kreide und seit 1987 Lithographie. Seine Eindrücke stammen u. a. von Wanderungen im Karst des Toten Gebirges, von Reisen und Aufenthalten im Atlas-Gebirge in Marokko und in den Kaskadenbergen in den westlichen USA.
Der mit der Malerin und Kunsterzieherin Doris Miedl-Pisecky verheiratete Künstler lebt und arbeitet in Linz und Bad Aussee. Er zeigt seine Werke im Rahmen von Einzel- und Gemeinschaftsausstellungen überwiegend in Oberösterreich und Bayern.
Er ist Mitglied des Oberösterreichischen Kunstvereins und des Kunstvereins Passau.

## Ausstellungen
- 2009 Zwei Paare – Vier Dimensionen, mit Doris Miedl-Pisecky, Ingrid Miura-Grinninger und Makoto Miura. Sankt Anna-Kapelle (Kunstverein Passau), Passau
- 2018 mit Doris Miedl-Pisetzky und Christian Schafflhuber. Sankt Anna-Kapelle (Kunstverein Passau), Passau
- 2023 Schwarz und Weiß. Kreidezeichnungen. Gallerie-Halle, Linz
- 2025 Auch kleine Dinge haben ihren Reiz (Inest sua gratia parvis). Zeichnungen. Bilger-Breustedt-Haus, Taufkirchen an der Pram

## Publikationen
- Gedanken zur Raumstruktur der Stiftskirche Wilhering, in: Jahresbericht. Stiftsgymnasium Wilhering, 1969/70, Wilhering 1970, S 9 bis 12 und 1970/71, Wilhering 1971, S 11 bis 14
- Symposien für Lithographie auf Schloss Sigharting, in: Passauer Kunst Blätter 31 (1-2003), S. 18–21
- Zeichnungen. Stillleben. Kreidezeichnungen, in: Ausstellungskatalog der Galerie Hildebrand, Klagenfurt, 1981, mit einer Einführung von Richard Vakay
- Kreidezeichnungen auf Papier und Stein 1993 bis 2000, Linz, 2000